# 硬苞刺头菊
硬苞刺头菊（学名：Cousinia sclerolepis）为菊科刺头菊属的植物，是中国的特有植物。分布在中国大陆的新疆等地，生长于海拔3,200米的地区，多生于高山干旱河谷石滩，目前尚未由人工引种栽培。